# Olszowiec (Brochów)
Olszowiec  [ɔlˈʂɔvjɛt͡s] est un village polonais de la gmina de Brochów dans le powiat de Sochaczew et dans la voïvodie de Mazovie.
Il se situe à environ 6 kilomètres au sud-est de Brochów, à 10 kilomètres au nord-est de Sochaczew et à 47 kilomètres à l'ouest de Varsovie.

Le village compte approximativement 50 habitants en 2006.